# Scoliophthalmus prominens
Scoliophthalmus prominens är en tvåvingeart som beskrevs av Becker 1911. Scoliophthalmus prominens ingår i släktet Scoliophthalmus och familjen fritflugor. Inga underarter finns listade i Catalogue of Life.